# Mauro Győr
Mauro (I) dei Győr (in ungherese Győr nembeli (I.) Mór; ... – tra 1203 e 1208), fu un nobile ungherese vissuto a cavallo tra il XII e il XIII secolo, che ricoprì la carica di bano del Primorje (banus maritimus), ossia le coste delle Croazia, un incarico che in futuro si sarebbe evoluto nel ruolo di bano di Croazia quando fu assorbita dal regno d'Ungheria.
Si tratta del primo personaggio storico di cui si ha conoscenza ad aver rivestito il ruolo di bano delle terre summenzionate.

## Biografia

### Origini
Mauro discendeva dal ramo Óvár della famiglia nobiliare dei Győr, di origine tedesca, ed era uno dei cinque figli di Stefano I. Suoi fratelli furono il prelato e cancelliere Saulo, vescovo di Csanád e poi arcivescovo di Caloccia; Alessandro, il quale partecipò alle guerre condotte da re Emerico d'Ungheria nei Balcani; Csépán, un potente aristocratico e palatino d'Ungheria e Pat, il quale ricoprì anche quella carica.
Probabilmente Mauro era il maggiore dei suoi fratelli, poiché il suo primogenito Stefano II aveva già raggiunto l'età adulta all'inizio del 1200. Tramite Stefano, Mauro fu il progenitore delle famiglie aristocratiche dei Gyulai, Geszti e Kéméndi.

### Bano
Mauro viene menzionato per la prima volta in documenti medievali nel febbraio del 1181, mentre si trovava a Zara perché coinvolto in una disputa legata ad alcuni feudi. Quando i magiari ripristinarono la propria sovranità in Dalmazia nel corso della guerra bizantino-ungherese del 1180-1185, approfittando della morte dell'imperatore Manuele I Comneno, a cavallo tra il 1180 e il 1181, Mauro fu insediato come «governatore dell'intera provincia costiera» (grosso modo la Croazia costiera). Di conseguenza, gli storici hanno ritenuto che Mauro corrispondesse al personaggio storico omonimo che ricoprì la carica di bano del Primorje intorno al 1181. Si tratta della prima figura di cui si ha conoscenza ad aver riportare tale carica, rivelatasi precursore della dignità reale di bano di Croazia, elevata come posizione di pari prestigio del bano di Slavonia in 1275. Di conseguenza, Mauro svolse la funzione di vice di Dionigi, bano di Slavonia, in Croazia, come testimoniato dal suo titolo completo in latino: «comes et tocius maritime provincie studiosus exercitator» (in ungherese tengermelléki bán). Operò in questa veste fino al 1188, quando un certo comes Damiano di Zara fu insignito del titolo.
Mauro appare poi nei documenti contemporanei come testimone quando Béla III d'Ungheria attestò e confermò i feudi e i possedimenti del convento di Albareale nel 1193. Mauro agì in veste di ispán del comitato di Moson dal 1202 al 1203, sostituendo il fratello Pat. Nello stesso frangente, fu pristaldus (commissario reale o "balivo") durante la determinazione dei confini dell'abbazia di Szentkereszt. Mauro possedeva delle terre vicino a Besenyő, nel comitato di Somogy. Morì tra il 1203 e il 1208, quando Andrea II d'Ungheria confermò la donazione dei parenti di Győr al monastero Lébény nel comitato di Győr.